# スペース・カウボーイ (ジャミロクワイの曲)
スペース・カウボーイ (Space Cowboy)は1994年にリリースされたジャミロクワイの楽曲。シングルとして先行発売され、その後アルバム「スペース・カウボーイの逆襲 (The Return of The Space Cowboy)」内にも収められた。

## 概要
- 透き通る声と歌唱力とミュージックビデオのダンスが話題になった。
- アメリカで初めてランキング1位をとった。
- 歌詞には友人との関係がとても良好で信頼し合える喜びを表現する描写がある。作詞したジェイ・ケイは幼少期から頻繁に引っ越しをする暮らしをしていたため、長期的に同じ学校に通ったり、同じ友達に会える状況ではなかったが(ケイの「幼少期」参照)、1992年にジャミロクワイを結成する際に出会ったキーボード担当のトビー・スミスとは親友になり、デビュー後は同じ場所(ロンドン)に居住し、ミュージシャンとしてのキャリアも上手くいっている背景がある。スミス側もインタビューで「ケイは親友」と語り[1]、ケイの家に比較的近い場所に自宅を購入するなどしていた(スミスの「人物」参照)。スミスは2017年に46歳という若さで亡くなってしまったが、2022年のインタビューでケイは「トビーの電話番号も、トビーとのメッセージも全部iPhoneに保存したままになっている。消せない」と長期的で良好な親友関係を語った[2]。
- 歌詞はボーカルのジェイ・ケイがマリファナを吸いながら書いたそうだが、1990年代の欧州では多くの国でマリファナが合法であった事が背景にある[3]。精神が体から離れて宇宙にいるような感覚になっていたため、宇宙から地球上の自分の体に戻ってくる事（リターン）が歌われている[4]。この曲はメジャーレーベルから世界中で発売され(マリファナが非合法の国も含む)数百万枚売上げた。後に本人は「(ショービジネスの世界に)まともな好青年が出て行ってもつまらなかっただろう(自分はそうではないから売れた)」と分析している[5]。
- 19世紀、カウボーイはアメリカ先住民の土地を侵略して牛を集める事もあったようだが、先住民の立場からすると、自然と調和したのどかな日常生活が突然奪われるのは悲惨な状況であるように、宇宙でリラックスしていた状況からストレスが多く予定が詰め込まれた多忙な日常生活に戻ることを表現しているそう[6]。ジャミロクワイと言うバンド名は迫害されたアメリカ先住民に想いを込めて名付けられている(詳細はジャミロクワイの「バンド名」参照)。
- シングル版のベース演奏はバンドメンバーのスチュアート・ゼンダーが行ったが、アルバム版で演奏した人物に関しては「Mr X」とだけ発表され、関係者も名前を明かさなかったため長年に渡って波紋を広げた。リリースから24年後の2018年、ゼンダーが自身のSNSにて「Mr X」はPoul Powellだったと明かし24年越しに名前が明るみに出た(詳細はアルバム「シンクロナイズド」の「メンバーの離脱」参照)。

## ミュージックビデオ
- 動くカメラの周囲をボーカルのジェイ・ケイがブレイクダンスをしながら歌っているビデオとなっており、ダンスの上手さが話題になった。
- 後にグラミー賞やMVTで10部門もノミネートされる事になった「ヴァーチャル・インサニティ」のビデオは、本ビデオのダンスが好評だった事を受けて得て構想された。詳細は「ヴァーチャル・インサニティ」参照。
- カメラは一定のスピードで円を描くように周囲を回転したり、上下逆さまになるように回転する装置になっていた。21回[7]撮影し、複数のケイの映像が重なって見えるように編集した[6]。
- 1994年当時、ミュージックビデオは歌手が歌っている姿を画面の中心に映し出すだけの構成が多い中、制作チームは映像の合成技術を使って重複するブレイクダンスを魅せる構想をした。制作前からケイは既に「B-ボーイ」と話題になっていたためこのような構想を思いついたそう[7]。歌と映像で魅せる作りが話題になり、MTVのヨーロッパチャンネルで視聴者から頻繁にリクエストされた[8]。

## 売上ランキングと受賞歴
| 国別チャート(1994–1995)                  | 最高順位 |
| ---------------------------------------- | -------- |
| ベルギー (Ultratop 50 Flanders)          | 49       |
| Europe (Eurochart Hot 100)               | 72       |
| フランス (SNEP)                          | 22       |
| Iceland (Íslenski Listinn Topp 40)       | 3        |
| Italy (Musica e dischi)                  | 6        |
| スコットランド (Official Charts Company) | 21       |
| スイス (Schweizer Hitparade)             | 28       |
| UK シングルス (OCC)                      | 17       |
| US Dance Singles Sales (OCC)             | 11       |
| US Dance Club Songs (Billboard)          | 1        |
| UK Dance Singles Sales (Billboard)       | 27       |

| 国別チャート (2006) | 最高順位 |
| ------------------- | -------- |
| UK ダンス (OCC)     | 1        |

| 国別チャート(1995)                 | 最高順位 |
| ---------------------------------- | -------- |
| Iceland (Íslenski Listinn Topp 40) | 51       |

| 国/地域                          | 認定   | 認定/売上数 |
| -------------------------------- | ------ | ----------- |
| イギリス (BPI)                   | Silver | 200,000     |
| 認定のみに基づく売上数と再生回数 |        |             |

## トラック・リスト
CDシングル
1. スペース・カウボーイ　- 3:36
2. ジャーニー・トゥ・アーネムランド - 5:22
3. ザ・キッズ - 5:01
4. スペース・カウボーイ (デモ・ヴァージョン)　- 9:31